# Eltolási áram
Az eltolási áram  fogalmát James Clerk Maxwell, skót fizikus említette először 1861-ben irt publikációjában.
Az eltolási áram nem egy a vezetékekben mozgó töltések által létrehozott áram, hanem az az időben változó elektromos tér által jön létre.
Az eltolási áram bevezetésével a hagyományos értelmezés szerint megszakítottnak számító áramkörök is zártaknak tekinthetők, és a gerjesztési törvény (Ampère-törvény) egy áramkör tetszőleges helyén (a megszakításnál is) eredeti alakjában érvényes, ha ott a törvényben áramként az eltolási áramot írjuk be.
Az elektromágneses tér alapvetően két vektormennyiséggel jellemezhető. Ezek az E= E(r, t) elektromos térerősség és a B=B (r,t) mágneses indukció, más néven az elektromos illetve a mágneses térintenzitás.
Az elektromos tér az annak intenzitását és irányát megadó térvektorok segítségével jellemezhető. Az elektromágneses teret alkotó mindkét teret (elektromos és mágneses tér) két-két térvektor jellemzi, amelyek közül az egyik csak a teret létrehozó hatással arányos, a másik pedig a teret kitöltő közegnek az elektromos/villamos illetve a mágneses tér erőhatását is befolyásoló hatását is figyelembe veszi.
Az elektromos teret jellemző két térvektor, az elektromos térerősség és az elektromos eltolási vektor.

## Az elektromos eltolási vektor
Az elektromos eltolási vektor az elektromos teret annak gerjesztettsége, az elektromos tér töltés-szétválasztó képessége alapján jellemző térvektor.
Az elektromos eltolási vektor az elektromos tér adott pontjában a tér töltésszétválasztó képességét adja meg. Az elektromos eltolás az elektromos teret az azt kitöltő közegtől függetlenül jellemzi.
Jele: D
Mértékegysége:  As/m2
A D vektor irányát az elektromos eltolás és az elektromos (villamos) térerősség között izotróp anyagokban fennálló összefüggés határozza meg, amely a következő:
{\displaystyle {\boldsymbol {D}}=\varepsilon _{0}{\boldsymbol {E}}+{\boldsymbol {P}}\ .}
ahol:
ε0  a permittivitás
E az elektromos térerősség
P a közeg polarizációja
Lineáris izotróp dielektrikumra a polarizáció:
{\displaystyle {\boldsymbol {P}}=\varepsilon _{0}(\varepsilon _{r}-1){\boldsymbol {E}}=\varepsilon _{0}\chi _{e}{\boldsymbol {E}}}
ahol:
χe,  az elektromos szuszceptibilitás.
Így:
{\displaystyle \varepsilon =\varepsilon _{r}\varepsilon _{0}=(1+\chi _{e})\varepsilon _{0}}
{\displaystyle {\boldsymbol {D}}=\varepsilon _{0}{\boldsymbol {E}}+{\boldsymbol {P}}=\varepsilon _{0}{\boldsymbol {E}}+\varepsilon _{0}\chi _{e}{\boldsymbol {E}}=(1+\chi _{e})\varepsilon _{0}{\boldsymbol {E}}}.
A {\displaystyle {\boldsymbol {D}}=\varepsilon _{0}{\boldsymbol {E}}+{\boldsymbol {P}}} egyenlet differenciálásával az eltolási áramsűrűséget kapjuk:
{\displaystyle {\boldsymbol {J}}_{\boldsymbol {D}}=\varepsilon _{0}{\frac {\partial {\boldsymbol {E}}}{\partial t}}+{\frac {\partial {\boldsymbol {P}}}{\partial t}}\ .}
Ez azt jelenti, hogy az eltolási áram létrejöttében szerepet játszik a jelenlévő anyag is, hiszen a polarizáció változása is eltolási áramot okoz és mágneses erőteret kelt. Ezt az áramot polarizációs áramnak nevezik.

## Eltolási áram izotróp dielektrikumban
Az elektromos eltolás definíciós egyenlete:
{\displaystyle {\boldsymbol {D}}=\varepsilon {\boldsymbol {E}}\ ,}
ahol a  permittivitás ε = ε0 εr, 
- εr a  dielektrikum relatív permittivitása
- ε0 vákuum  permittivitása (konstans)

Az eltolási áram skalár értéke elektromos fluxussal kifejezve:
{\displaystyle I_{\mathrm {D} }=\varepsilon {\frac {\partial \Phi _{E}}{\partial t}}.}
Az  ε csak lineáris izotróp anyagok esetén érvényes. Az  ε helyettesíthető egy  tenzorral, amely az elektromos tértől függ és időtől függő.

## Eltolási áram kondenzátorban
Ha egy kondenzátort tartalmazó áramkörbe időben változó feszültségű áramforrást kapcsolunk, akkor az árammérő áramot mutat, annak ellenére, hogy az áramkör nem zárt (a kondenzátor lemezei között nincs vezető). Ennek az az oka, hogy a kondenzátorra kapcsolt feszültség változása a rajta lévő töltés megváltozásával jár, vagyis a kondenzátorba befolyó illetve onnan kifolyó töltések áramlását észleljük.
A tapasztalat azt mutatja, hogy a lemezek közötti térrészben ugyanolyan jellegű mágneses erőtér jön létre, mint a vezető körül, annak ellenére, hogy itt nyilvánvalóan nem folyhat szokásos értelemben vett elektromos áram (nincsenek töltéshordozók).
Ha a létrejött mágneses erőteret vizsgáljuk, akkor úgy látszik, mintha az áramkör mégis zárt lenne, hiszen a mágneses erőtér mindenütt megjelenik. A lemezek közötti térrészben tehát kell lenni valamilyen mechanizmusnak, amely ugyanolyan hatást kelt, mint a valódi áram. Ezzel kapcsolatban két megállapítás tehető:
- Az egyetlen dolog, ami a lemezek között történik, az az elektromos erőtér változása, vagyis a jelenségnek ezzel kell kapcsolatban állnia.
- Az elektromos erőtér változásának oka az, hogy a kondenzátor lemezein változik az elektromos töltés. Mivel a lemezeken lévő töltés változása szoros kapcsolatban áll a vezetőben létrejött árammal, ezért a lemezek közötti térben létrejött „áramot” megadó összefüggés is adódik.

A vezetőben folyó áram és a kondenzátor töltésének változása között fennáll az
{\displaystyle I_{vez}={\frac {dQ_{vez}}{dt}}={\frac {dQ_{C}}{dt}}}
összefüggés, hiszen a vezető egy keresztmetszetén dt idő alatt az a töltés folyik át, ami a kondenzátor lemezére áramlott (vagy onnan eltávozott).({\displaystyle dQ_{vez}=dQ_{C}})
A vezetőben folyó áram a fenti összefüggés segítségével kifejezhető a kondenzátor lemezein lévő
{\displaystyle \sigma ={\frac {Q_{C}}{A}}} töltéssűrűséggel
ahol A a lemezek felülete:
{\displaystyle I_{vez}={\frac {dQ_{C}}{dt}}={\frac {d\sigma }{dt}}A}
Egy homogén, izotróp, lineáris dielektrikummal kitöltött síkkondenzátorban az elektromos térerősség
{\displaystyle E={\frac {\sigma }{\epsilon }}}
Ezzel a vezetőben folyó áram az
{\displaystyle I_{vez}={\frac {d\sigma }{dt}}A=\epsilon {\frac {dE}{dt}}A}
alakba írható.
Ha a kondenzátort tartalmazó áramkör is zárt, akkor a lemezek közötti térrészben ugyanekkora „áramot” kell feltételeznünk. A fenti kifejezés ennek az „áramnak” a megadására alkalmas, mert – azon kívül, hogy a kívánt nagyságú áramot adja – a lemezek közötti térrészben bekövetkező térerősség-változással van kapcsolatban. Az így bevezetetett – nem töltésmozgással kapcsolatos – áram az eltolási áram, amit az
{\displaystyle I_{elt}=I_{vez}=\epsilon {\frac {dE}{dt}}A}
összefüggéssel adhatunk meg.